# Epiphragma (Epiphragma) amphileucum
Epiphragma (Epiphragma) amphileucum is een tweevleugelige uit de familie steltmuggen (Limoniidae). De soort komt voor in het Neotropisch gebied.